# Guglielmo Micheli
Guglielmo Micheli (12 octobre 1866 – 7 septembre 1926) est un peintre italien spécialisé en paysages et marines utilisant des huiles et des aquarelles.

## Biographie
Micheli est né à Livourne. Il reçoit une bourse nommée en l'honneur de l'artiste Michelangelo Bastoni, lui permettant de s'inscrire à l'Académie des beaux-arts de Florence, où il est l'élève de Natale Betti (en). L'école est alors dirigée par Giovanni Fattori. Il écrit fréquemment à Giuseppe Pellizza, qui a été camarade de classe à l'académie, avec Plinio Nomellini, Mario Puccini, Francesco Fanelli et Ferruccio Pagni. Influencé par Volpedo et d'autres, Micheli peint d'abord dans un style rappelant les peintres Macchiaioli, avant de développer son propre style. Il réalise également des gravures et conçoit des illustrations pour des livres.
En 1888, il épouse Guglielmina Paganucci, petite-fille de l'éminent sculpteur de Livourne, Giovanni Paganucci.
Son élève le plus éminent est Amedeo Modigliani. Parmi ses autres élèves figurent aussi Llewelyn Lloyd, Giulio Cesare Vinzio, Manlio Martinelli, Gino Romiti, Renato Natali et occasionnellement Oscar Ghiglia.
Micheli est décédé à Livourne le 7 septembre 1926.

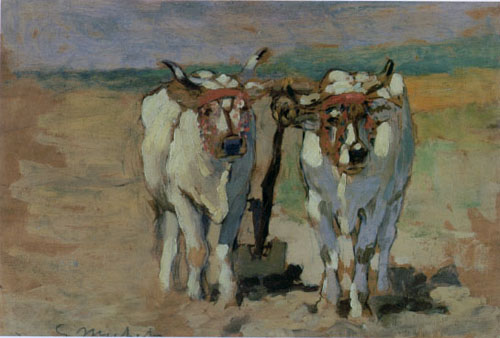
Bœufs blancs
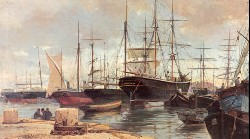
Port de Livourne